# Porco Rosso
Porco Rosso (japonsky 紅の豚, Kurenai no buta) je japonský animovaný dobrodružný film, který režíroval Hajao Mijazaki v produkci studia Ghibli. Film vychází z Mijazakiho mangy Hikótei džidai (Věk hydroplánů) a vyšel 18. července 1992.
Příběh vypráví o meziválečných dobrodružstvích italského letce z první světové války Marca, který se za nevyjasněných okolností proměnil v prase, v Jaderském moři.
Ještě před oficiálním vydáním byl film v České republice známý pod zavádějícím doslovným překladem původního názvu Karmínové prase, který vychází z amatérských českých podtitulků a byl původně zamýšlený i pro DVD vydání. S ohledem na to, že dabing České televize zachovával jako název hrdinovo italské jméno, vyšlo nakonec DVD s titulem Porco Rosso. Film se stejně jmenuje i v angličtině. V italštině Porco Rosso znamená Rudé prase, tak se hlavní hrdina Marc Paggot po své proměně pojmenoval.

## České vydání
Film poprvé na českém DVD vyšel 15. února 2013 v distribuci společnosti Hollywood Classic Entertainment. DVD obsahuje vedle japonské zvukové stopy a českých podtitulků také český dabing vyrobený Českou televizí. Autorem překladu pro dabing i podtitulky byl japanolog Martin Tirala.